# Heinrich Hertz
Heinrich Rudolf Hertz (Hamburg, 22 februari 1857 – Bonn, 1 januari 1894) was een Duits natuurkundige die vooral bekend werd vanwege de ontdekking van radiogolven. Naar hem is de SI-eenheid van frequentie, de hertz, genoemd.

## Biografie
Hertz werd in een tot het christendom bekeerde Joodse familie geboren. Zijn vader, Gustav Ferdinand Hertz (1827-1914), was een vooraanstaand advocaat en zijn moeder, Anna Elisabeth Pfefferkorn (1835-1910), dochter van een Frankfurter arts. Hij had naast drie jongere broers, Gustav, Rudolf en Otto, ook nog een jongere zus, Melanie.
Op school blonk hij uit in zowel de exacte vakken als in talen (zo leerde hij onder andere Arabisch en Sanskriet). Hij studeerde techniek in Dresden, Berlijn en München. Hertz was een leerling van Gustav Kirchhoff en Hermann von Helmholtz bij wie hij in 1880 magna cum laude promoveerde. In 1883 kreeg hij een baan als privaatdocent in de theoretische natuurkunde aan de Universiteit van Kiel. Twee jaar later volgde hij Karl Ferdinand Braun op als professor in de natuurkunde aan de Technische Hogeschool te Karlsruhe. In 1889 werd hij benoemd tot hoogleraar aan de Rheinische Friedrich-Wilhelms Universiteit te Bonn als opvolger van Rudolf Clausius.
Op 31 juli 1886 trad Hertz in het huwelijk met Elizabeth Doll (1864–1941), dochter van professor Max Doll uit Karlsruhe. Ze kregen twee dochters, Johanna (1887-1967) en Mathilde (1891-1975). Beide dochters bleven ongehuwd, waardoor Hertz geen nakomelingen heeft.

## Wetenschappelijk werk
Tijdens zijn periodes in Kiel en Karlsruhe ging zijn speciale belangstelling vooral uit naar de elektromagnetismetheorie die een paar jaar daarvoor door de Schotse natuurkundige James Maxwell was uitgewerkt.

### Elektromagnetisme
Rond dezelfde tijd loofde de in hoog aanzien staande Berlijnse Academie van Wetenschappen een prijs uit voor enig gespecialiseerd werk op het gebied van elektromagnetisme. Op aandringen van Helmholtz besloot Hertz te proberen deze prijs te winnen. Zijn onderzoek dat nodig was voor de prijs omvatte de studie van oscillerende elektrische stromen.
In 1886 bouwde hij een oscillator bestaande uit een batterijgevoede vonkinductor, waaraan twee metalen bollen waren bevestigd met een kleine opening ertussen. Een elektrische stroom zorgde ervoor dat op geregelde tijdstippen een vonk oversprong van de ene op de andere bol. Onmiddellijk dacht hij aan de elektromagnetische vergelijkingen van Maxwell waarmee hij vertrouwd was. Deze gaven aan dat een oscillerende lading elektromagnetische straling moest uitzenden. Was het mogelijk, zo vroeg hij zich af, dat zich onzichtbare stralingsgolven door zijn laboratorium bewogen als er een vonk heen en weer sprong?
Om de aanwezigheid van deze straling aan te tonen maakte hij een eenvoudige ronde draadboog met bovenin een kleine opening. Op het moment dat een elektromagnetische golf de draadboog bereikte werd door inductie een elektrische stroom opgewekt die zichtbaar was als een kleine vonk over de draadopening. Door de boog naar verschillende plaatsen in zijn laboratorium te bewegen kon Hertz deze straling opsporen. Bovendien kon hij de golflengte van de straling bepalen door te kijken hoe de sterkte en vorm van de vonk veranderde met de positie. Deze bedroeg bijna 61 meter, een miljoen maal groter dan de golflengte van zichtbaar licht. Het resultaat van zijn onderzoek publiceerde hij in een artikel in Annalen der Physik.

### Foto-elektrisch effect
Tijdens een van zijn experimenten met elektromagnetische golven ontdekte hij in 1887 bij toeval het fenomeen van foto-elektrisch effect. Door een metaal te bestralen met ultraviolet licht kon een elektrische stroom worden opgewekt. Later zou zijn assistent Philipp Lenard een verband zien tussen de frequentie van de gebruikte straling en de grootte van de opgewekte stroom.

### Hertz-golven
Zijn ontdekking van elektromagnetische golven vormde een directe bevestiging van Maxwells theorie. In 1890 werd hij hiervoor onderscheiden met de Rumford Medal van de Royal Society of London. Zoals zoveel wetenschappers uit die tijd zag ook Hertz geen praktische toepassing voor zijn ontdekking. Zo zei hij eens:
Het is van geen enkel nut... Het is slechts een experiment dat bewijst dat Maestro Maxwell gelijk had. We hebben slechts deze mysterieuze elektromagnetische golven die we met het blote oog niet kunnen zien, maar ze zijn er wel.
Toen een van zijn studenten hem vroeg: "Wat nu?" antwoordde hij: "Niets, denk ik." Dit veranderde in 1894, toen de jonge Italiaanse ingenieur Guglielmo Marconi met deze 'hertzgolven' ging experimenteren voor draadloze communicatie. Op 12 december 1901 overbrugde Marconi de Atlantische Oceaan met een draadloos overgeseind bericht van Engeland naar Newfoundland. Hertz maakte dit zelf niet meer mee. Hij stierf op de eerste dag van 1894, slechts zesendertig jaar oud, aan de gevolgen van een chronische bloedziekte (ziekte van Wegener). Hij was onderscheiden met de Orde van de Heilige Schatten van Japan.

## Trivia
- Heinrich Hertz was de oom van Nobelprijswinnaar Gustav Ludwig Hertz, eveneens een Duits natuurkundige.
- De televisietoren van Hamburg werd naar hem genoemd
- Op 22 februari 2012 wijdde Google een Google Doodle aan de 155ste geboortedag van Hertz.[3]

## Gepubliceerd werk
- Ueber die Induction in rotirenden Kugeln (1880)
- Über sehr schnelle elektrische Schwingungen (4 werken, 1887-1889)
- Untersuchungen über die Ausbreitung der elektrischen Kraft (1892)
- Die Prinzipien der Mechanik in neuem Zusammenhange dargestellt (3 delen, 1894–1895)
- Schriften vermischten Inhalts (1895)

- Bibsys: 90089575
- Biblioteca Nacional de España: XX1150427
- Bibliothèque nationale de France: cb124810439 (data)
- Catàleg d'autoritats de noms i títols de Catalunya: 981058617526406706
- CiNii: DA00814431
- Gemeinsame Normdatei: 11855008X
- International Standard Name Identifier: 0000 0001 2134 2542
- Library of Congress Control Number: n83210758
- Nationale Bibliotheek van Letland: 000284012
- Mathematics Genealogy Project: 67546
- Bibliotheek van het Japanse parlement: 00443175
- Nationale Bibliotheek van Tsjechië: jn20000700701
- Nationale bibliotheek van Australië: 35908879
- Nationale Bibliotheek van Israël: 987007262684905171
- Nationale Bibliotheek van Polen: a0000001835243
- Nationale en Universitaire bibliotheek Zagreb: 000130865
- Nederlandse Thesaurus van Auteursnamen: 071756469
- Réseau des bibliothèques de Suisse occidentale: 02-A003367677
- LIBRIS: 237442
- SNAC: w6vr3rjk
- Système universitaire de documentation: 03401151X
- Trove: 1141412
- Virtual International Authority File: 56711749
- WorldCat: E39PBJtcFDhtkrvkHQW37FVt8C

airy-schijf · amplitude · brekingsindex · brewsterhoek · dopplereffect · fase · foto-elektrisch effect · frequentie · fresnelvergelijkingen · fresnel-zoneplaat · getal van Abbe · golffront · golflengte · holografie · intensiteit · interferometer ·  laser · lasersnijden · lichtenergie · lichtgrootheden en -eenheden · lichtmeter · lichtsnelheid · lichtsterkte · lichtstroom · Mach-Zehnder-interferometer · Michelson-interferometer · ooggevoeligheid · optische vezel · polarimeter · polarisatie · poynting-vector · principe van Huygens-Fresnel · principe van Fermat · prisma · schlierenoptica · specifieke lichtstroom · stralingsdeler · tralie · transversale golf · verlichtingssterkte · wet van Bragg
infrarood · kleur · licht · monochromatisch licht · spectrum · ultraviolet · wit licht
absorptie · coherentie · diffractie · dispersie · interferentie · lichtbreking · reflectie · totale interne reflectie · transmissie
emissie · gestimuleerde emissie · fluorescentie · fosforescentie · luminantie · luminescentie
fluorescentiespectroscopie · spectraalanalyse · spectraallijn · Spectroscopie · UV/VIS-spectroscopie
halo · newtonring
David Brewster · Christian Doppler · Charles Fabry · Pierre de Fermat · Joseph von Fraunhofer · Dennis Gabor · Augustin Fresnel · Heinrich Hertz · Christiaan Huygens · Hendrik Lorentz · Albert Michelson · James Clerk Maxwell · Edward Morley · Isaac Newton · Alfred Pérot · Thomas Young